# Митрополит београдски Петар
Петар (световно Павле Јовановић; Илок, 18. фебруар 1800 — Сремски Карловци, 22. септембар 1864) био је митрополит београдски 1833—1859. године.

## Биографија
Рођен је у Илоку од оца Лазара Јовановића (1777-1859) и мајке Јулијане (1775-1840) рођене Славуј из Шида. Имао је сестру Ану (1802-1872) удату Симуновић.
Павле Јовановић је похађао основну школу у Илоку, а затим гимназију у Осијеку и Сремским Карловцима. Завршио је кратки "филозофски течај" на лицеју у Сегедину, па се вратио у Сремске Карловце. Ту је учио за свештеника у чувеној Карловачкој богословији. Као свршени богослов остао је на богословији, да буде предавач следећих 10 година. Од 1819. до 1829. године је био професор Карловачке гимназије.
По позиву из Србије која је великим корацима грабила као цивилизацији, градећи државу са институцијама, отишао је у Крагујевац. Прво је од 1830. године је био секретар највишег народног суда у Крагујевцу, па секретар кнежеве канцеларије. По препоруци карловачког митрополита Стефана Стратимировића постао је кандидат за митрополита у Србији. На молбу кнеза Милоша Обреновића којем је Јовановић претходно изнео свој план реорганизације цркве, он се закалуђерио као Петар и затим постао митрополит. Замонашио га је и произвео у чин ђакона и јеромонаха, потом и архимандрита, епископ ужички Никифор Максимовић у Чачку, 1833. године. Прошао је убрзано све монашке чинове за 15 дана. Убрзо је отпутовао у Цариград, где га је 6. децембра 1833. године, у чин митрополита хиротонисао га је Цариградски патријарх Константин.
По повратку у Србију започео је планску реформу црквене организације. Имао је успеха у намери јер је одмах стекао велико поштовање, наступајући строго и правично. За разлику од његових претходника, нови митрополит је имао изврсне духовне и душевне квалитете. По Филипу Христићу: Држање и понашање му је било право господско, достојанствено и милосно. Митрополит Петар је био добар, речит говорник, снажног гласа а богослужења је изговарао "наизуст" (напамет).
Уредио је он цркву у Србији и њену управу. Био је први предсједник школске комисије, радио је на организовању основне наставе у Србији и старао се о писању уџбеника. Године 1836. је основао богословију у Београду, која је отворена у кући Бадемлића, на горњем спрату, преко пута Митрополије. При установљењу богословије имао је помоћ од професора Гаврила Поповића родом из Бачке. Митрополит је водио бригу о раду те установе, запажао добре богослове, које је помагао, окупљао у свом двору и слао и у Русију, на усавршавање. Један од тих спремних младића био је будући митрополит српски Михајло из Сокобање. У време када је митрополит Петар напустио Србију (1858), још само једна петина српских свештеника није била школована на тој богословији.
Исте, 1836. године донет је и црквени устав.
Када је кнез Милош крајем 1858. године по други пут дошао на власт митрополит Петар је био принуђен да поднесе оставку (1859. године). Кнез му је замерао што није након промене династије 1839, "шуровао са опозицијом" (његовим присталицама). Митрополит је остао веран новом владару, не увучен у размирице, посвећен црквеним пословима, смерно служећи Богу. Када је чуо да Обреновићевци спремају чистку свих који им нису по вољи, сам је поднео оставку и напустио Кнежевину Србију. Примио се затим у Сремским Карловцима 1859. године да буде епископ горњокарловачки. Било је то по жељи аустријског цара, а Петар је прихватио понуду под условом да ће бити најстарији владика по реду.
Сима Лукин Лазић је о владици Петру Јовановићу записао да је био претерано строг. Пред њим су свећеници морали метанисати (црквено клањање - тако да се падне на колена, а главом се додирне под), а никако нису смели да пуше, а да их он види.
Док је био црквени поглавар у Србији, постао је 11. јуна 1842. године почасни члан Друштва српске словесности.
Умро је 1864. године и сахрањен у манастиру Крушедолу.